# Ngiendula Filipe
Ngiendula Filipe (Luanda, 20 maggio 1982) è una cestista angolana.

## Carriera
Con l'Angola ha vinto l'oro ai FIBA AfroBasket Women 2011 e il bronzo nel 2007 e nel 2009. Ha disputato i Giochi della XXX Olimpiade.